# Icarops
Genre
Icarops est un genre fossile de chauve-souris de la famille des Mystacinidae qui a vécu en Australie de l'Oligocène supérieur au Miocène moyen entre 26 et 12 Ma (millions d'années),.
Les fossiles d'Icarops ont été découverts sur le site fossilifère à mammifères de Riversleigh dans le Nord-Ouest du Queensland, et sur celui de  Bullock Creek dans le Territoire du Nord.

## Étymologie
Le nom de genre Icarops fait référence à Icare, le personnage de la mythologie grecque, qui s’envola vers le soleil. Ceci rappelle que les chauve-souris de la famille des Mystacinidae, après avoir vécu en Australie de l'Oligocène supérieur au Miocène moyen entre 26 et 12 Ma (millions d'années) sont retrouvées en Nouvelle-Zélande au moins depuis le Miocène inférieur avec les genres Vulcanops et Icarops, il y a environ 20 Ma, jusqu'à nos jours. Le mot du grec ancien ὤψ (ops) signifiant « visage  », est un suffixe fréquemment utilisé pour nommer les chauve-souris.

## Liste des espèces
Trois espèces, toutes australiennes, ont été décrites :
- † Icarops aenae Hand et al., 2009[3]
- † Icarops breviceps Hand et al., 1998[1]
- † Icarops paradox Hand et al., 2001[4]

## Description
Icarops est un genre de mystacinidés de petite taille avec un poids estimé à 8,5 grammes pour I. paradox, le plus petit représentant de la famille, et 17,8 grammes pour I. aenae. Ces tailles sont à comparer avec celles des deux plus grandes espèces de la famille : Vulcanops jennyworthyae (42,6 grammes) et Mystacina miocenalis (39,3 grammes).

## Paléobiologie
À l'instar des deux espèces connues historiquement appartenant au genre Mystacina, Icarops était un genre de chauve-souris dites « semi-terrestres », partageant leur temps et leur quête de nourriture entre vol et la marche à quatre pattes au sol, où elles fouillent sous la litière forestière (d'où leur autre surnom de « chauve-souris fouisseuses » pour la famille). Leur alimentation est ainsi très diversifiée : insectes, dont des wetas, araignées, fruits, fleurs et nectar.
La forme des dents d'Icarops indique cependant un régime alimentaire plus insectivore que chez les autres mystacinidés.

## Classification
Le genre Icarops a été créé en 1998 par Suzanne Joan Hand (d), Peter F. Murray (d), 
Dirk Megirian (d), Michael Archer et Henk Godthelp (d).